# Igor Bugaiov
Igor Bugaiov (Tighina, 26 giugno 1984) è un ex calciatore moldavo, di ruolo attaccante.

## Palmarès

### Club
- Coppa del Kazakistan: 1

Astana: 2010
- Supercoppa del Kazakistan: 1

Astana: 2011
- Coppa di Moldavia: 1

Milsami Orhei: 2017-2018

### Individuale
- Capocannoniere della Coppa del Kazakistan: 2

2009 (5 gol), 2010 (5 gol)